# La vita è breve e spesso rimane sotto
La vita è breve e spesso rimane sotto è il secondo album di Dino Fumaretto, pubblicato il 1º marzo 2010 dall'etichetta discografica indipendente Trovarobato e distribuito da Audioglobe.

## Il disco
Dopo aver pubblicato numerosi EP e la raccolta Buchi (2006) ed aver consolidato la propria fama attraverso molti live, Dino Fumaretto (eteronimo di Elia Billoni), pubblica questo disco per La Famosa Etichetta Trovarobato, che è il primo album vero e proprio. Il disco è stato registrato in un solo giorno presso il Bunker Studio di Rubiera da Andrea Rovacchi.
Le canzoni sono quasi tutte molto brevi e caratterizzate da temi come la solitudine, la perdita, l'assurdità e il cinismo della vita attuale, espressi però attraverso una ironia e spettacolarizzazione. Sono quasi tutte composte da voce e tastiere, con l'aggiunta di piccoli strumenti a fiato come kazoo e armonica. Le oltre 80 date del tour seguito all'album hanno portato Billoni a esibirsi in tutta Italia e gli hanno permesso di vincere alcuni importanti riconoscimenti, tra cui il Premio "Isabella D'Este" e la "Targa Bigi Barbieri".
Sono stati realizzati i videoclip di 4 brani (Nella casa, Immersioni, Venite assassini e Nuvole e meraviglie).

## Tracce
1. Soffio di vento – 3:10
2. Venite assassini – 2:55
3. Vita in ufficio – 1:17
4. Scorpione nero – 2:01
5. Fuck the world – 2:58
6. Nella casa – 2:30
7. Mostra – 1:57
8. Ti ricordi il mio dolore? – 2:27
9. Nuvole e meraviglie – 3:39
10. Iiih! – 2:19
11. Altri sogni neri – 0:49
12. Immersioni – 2:55
13. Sogno d'appendice – 1:51
14. Omicidio – 3:15
15. Always look on the bright side of life – 2:56

## Formazione
- Elia Billoni: voce, pianoforte, tastiere, kazoo e armonica a bocca.

Produzione Artistica: Elia Billoni